# Teo Bee Yen
Teo Bee Yen (* 1. ledna 1950, Fu-ťien, Čína) je profesionální singapurský fotograf čínského původu.

## Životopis
Teo Bee Yen se narodil 1. ledna 1950 v čínském Fu-ťienu a do Malajsie se dostal lodí se svými rodiči, když byl malý. Vyrůstal v těžkých podmínkách, v Singapuru pracoval jako dělník. Po čase zahájil soukromé podnikání a stal se úspěšným obchodníkem. Počáteční potíže a utrpení, kterými v životě prošel, ho formovaly k tomu, aby byl tvrdý a rozhodný; ale zároveň soucitný a milující člověk. Tyto kvality jsou jasně patrné v jeho fotografických dílech.
Mezi fotografovanými tématy autora jsou spokojení a uvolnění drobní obchodníci v attapském domě Tonle Sap; malé sestry ve stánku se zeleninou u silnice v Káthmándú a také čestní a žoviální potomci kmene Bajau, kteří žijí u moře ze Semporny v Sabahu. Na autorových fotografiích se objevuje nejen chudoba a nepřízeň lidí ze spodních příček společnosti, kteří žijí v drsném prostředí, ale také jejich láskyplný a spokojený života s přírodou a pozitivní přístup, přestože jsou chudí.
Umělec získal řadu státních i mezinárodních ocenění, včetně čestných titulů od Royal Photographic Society a Photographic Society of America.